# إيلدار جولييف
إيلدار جولييف (بالأذرية: Eldar Quliyev)‏ هو سياسي أذربيجاني، ولد في 26 يوليو 1951 في باكو في أذربيجان. انتخب عضو الجمعية الوطنية في أذربيجان عن دائرة  وقد انضم خلال فترته النيابية ‏  للكتلة البرلمانية مستقل.